# Дьяченки (Козельщинский район)

Дьяченки (укр. Дяченки) — село,
Мануйловский сельский совет,
Козельщинский район,
Полтавская область,
Украина.
Код КОАТУУ — 5322083002. Население по переписи 2001 года составляло 149 человек.

## Географическое положение
Село Дьяченки находится на расстоянии в 2 км от сёл Харченки и Вязовка, в 2,5 км от села Верхняя Мануйловка.
Вокруг села несколько небольших озёр.

## История
Село указано на специальной карте Западной части России Шуберта 1826-1840 годов как хутор Дьяченков